# Schefflera sessilis
Schefflera sessilis är en araliaväxtart som först beskrevs av Friedrich Anton Wilhelm Miquel, och fick sitt nu gällande namn av Hermann August Theodor Harms. Schefflera sessilis ingår i släktet Schefflera och familjen araliaväxter.
Artens utbredningsområde är Sumatera. Inga underarter finns listade.